# Hungund
Hungund è una suddivisione dell'India, classificata come town panchayat, di 18.035 abitanti, situata nel distretto di Bagalkot, nello stato federato del Karnataka. In base al numero di abitanti la città rientra nella classe IV (da 10.000 a 19.999 persone).

## Geografia fisica
La città è situata a 16° 4' 0 N e 76° 2' 60 E e ha un'altitudine di 530 m s.l.m..

## Società

### Evoluzione demografica
Al censimento del 2001 la popolazione di Hungund assommava a 18.035 persone, delle quali 9.154 maschi e 8.881 femmine. I bambini di età inferiore o uguale ai sei anni assommavano a 2.315, dei quali 1.227 maschi e 1.088 femmine. Infine, coloro che erano in grado di saper almeno leggere e scrivere erano 11.617, dei quali 6.877 maschi e 4.740 femmine.